# 天隆寺塔林
天隆寺塔林位于中国江苏省南京市雨花台区石子岗玉环山上、菊花台公园南侧，原有墓塔50余座（现状多已残缺，较完整者有15座），多为明、清至民国时期南京古林寺和天隆寺的历代祖师塔，最为著名的是建于明万历四十三年（1615年）的佛教南山律宗中兴初祖古心的全身塔，此塔亦为全塔林的中心。墓塔大部分为多段榫接的单层实心石塔，亦包含少量多层楼阁式塔和覆钵式塔，平面为四面、六面或腰鼓形，其中有7座塔身存有碑文，塔林西侧为天隆寺遗址。

## 图集
- 较典型的多段榫接石塔
- 古心全身塔
- 最左图细部花纹
- 自中部看塔林
- 自一角看塔林